# Gustaw Holoubek

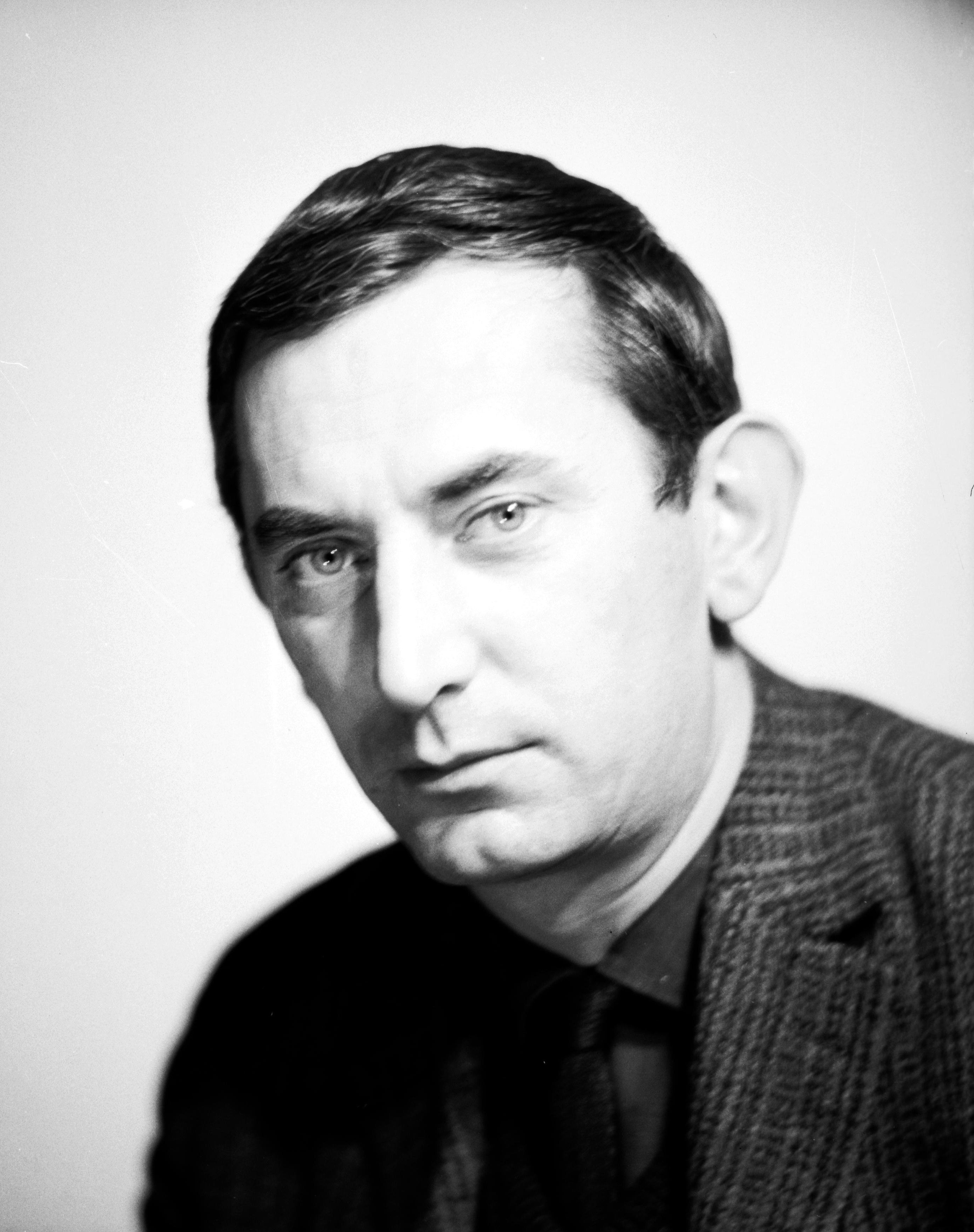
Gustaw Holoubek

Gustaw Teofil Holoubek (* 21. April 1923 in Krakau; † 6. März 2008 in Warschau) war ein polnischer Schauspieler, Film- und Theaterregisseur und Pädagoge.

## Leben
Holoubek war ein Einzelkind eines Tschechen, der nach dem Ersten Weltkrieg eine polnische Witwe aus Krakau heiratete und sich dann in Polen ansiedelte. Gustaw Holoubek trat 1939 als Freiwilliger der polnischen Armee bei und kämpfte gegen den Überfall auf Polen von September 1939. Er war im Kriegsgefangenenlager in Magdeburg und Thorn und wurde im Jahre 1940 entlassen. In Gefangenschaft erkrankte er an Tuberkulose. Bis 1945 arbeitete er im Krakauer Gaswerk.
1947 schloss er sein Studium an der Theaterhochschule in Krakau ab. Bereits am 1. März 1947 debütierte er im Alten Nationaltheater in Krakau. Sein Debüt als Filmschauspieler war im Jahre 1953 in dem Film Żołnierz zwycięstwa (Soldat des Sieges). Danach konnte man ihn u. a. in den Filmen Prawo i pięść, Klub Profesora Tutki und Marysia i Napoleon sehen. Später kam die Filmregisseurkarriere hinzu, er drehte u. a. Spóźnieni przechodnie und Mazepa, und schließlich wurde er Professor an der Theaterakademie in Warschau.
Gustaw Holoubek war zuletzt mit der Schauspielerin Magdalena Zawadzka verheiratet und wurde mit ihr Vater eines Sohnes. Aus seinen früheren Ehen mit Danuta Kwiatkowska und Maria Wachowiak hatte er je eine Tochter.

## Filmografie (Auswahl)
- 1958: Die Schlinge (Pętla)

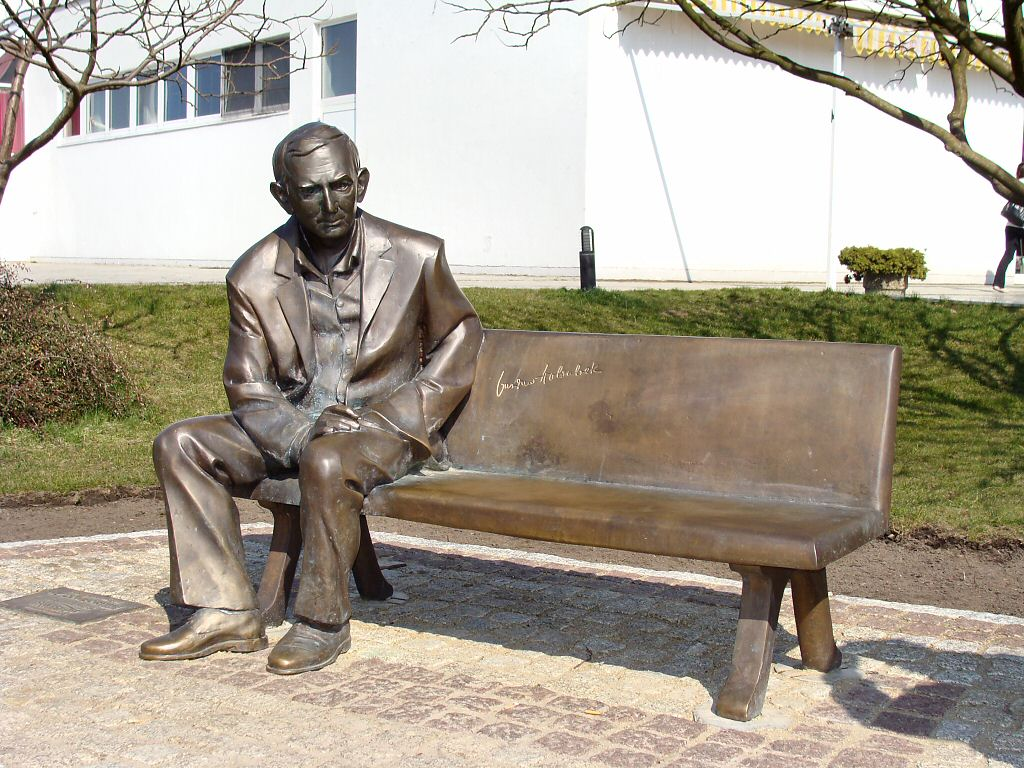
Denkmal für Holoubek in Międzyzdroje

- 1959: Das gemeinsame Zimmer (Wspólny pokój)
- 1961: Die Geschichte vom Saffianschuh (Historia żółtej ciżemki)
- 1961: Vergangenheit (Czas przeszły)
- 1962: Morgen: Premiere (Jutro premiera)
- 1962: Um 7 Uhr im Café „Märchen“ (Spotkanie w „Bajce“)
- 1963: Die Frau, die man nie vergessen kann (Naprawdę wczoraj)
- 1963: Gangster und Philanthropen (Gangsterzy i filantropi)
- 1964: Die Handschrift von Saragossa (Rękopis znaleziony w Saragossie)
- 1964: Das Gesetz und die Faust (Prawo i pięść)
- 1965: Der Augenblick des Friedens (Les rideaux blancs)
- 1965: Salto
- 1966: Maria und Napoleon (Marysia i Napoleon)
- 1971: Goya
- 1972: Wie fern, wie nah … (Jak daleko stąd, jak blisko)
- 1973: Das Sanatorium zur Todesanzeige (Sanatorium pod klepsydrą)
- 1978: Das Hospital der Verklärung (Szpital przemienienia)
- 1978: Zimmer mit Blick aufs Meer (Pokój z widokiem na morze)
- 1981: Kindische Fragen (Dziecinne pytania)
- 1986: Siegfried (Zygfryd)
- 1999: Mit Feuer und Schwert (Ogniem i mieczem)